# 유맹 (식후)
유맹(劉萌, ? ~ ?)은 전한 말기의 제후로, 성양강왕의 손자이다.

## 생애
원연 원년(기원전 12년), 형 유패를 끝으로 끊겨 있었던 식후(式侯) 작위를 이어받았으나, 전한이 멸망하여 작위가 박탈되었다.
아들 유분자는 신나라가 멸망한 후 적미군에게 황제로 추대되었다.

## 출전
- 반고, 《한서》 권15하 왕자후표 下

## 가계
- 성양강왕 유순 (할아버지)
  - 식절후 유헌 (아버지)
    - 식애후 유패 (형)
    - 식후 유맹
      - 유공 (아들)
      - 유무 (아들)
      - 유분자 (아들)